# Esquerda Galega
Esquerda Galega foi um partido nacionalista galego da esquerda.
Foi fundado em dezembro de 1980, na refundação do Partido Operário Galego, integrado pela maioria dos militantes do dissolvido Partido dos Trabalhadores da Galiza e de militantes procedentes do BNPG, Partido Socialista Galego, Partido Comunista da Galiza e Movimento Comunista da Galiza. Celebrou o seu I Congresso em março de 1981, no qual aceitou o marco constitucional e independente para a consecução da autodeterminação da Galiza.
Nas Eleições Independentes de 1981 obteve 33 497 votos (3,32%) e um escano para o seu líder, Camilo Nogueira, que teve grande atuação no Parlamento de Galiza, ainda que o partido sofreu um forte revés nas Eleições Gerais de 1982 apenas com 22 310 votos (1,72%).
Em 1984 fundiu-se com o Partido Socialista Galego, formando o PSG-EG.